# Império do Espírito Santo das Tronqueiras

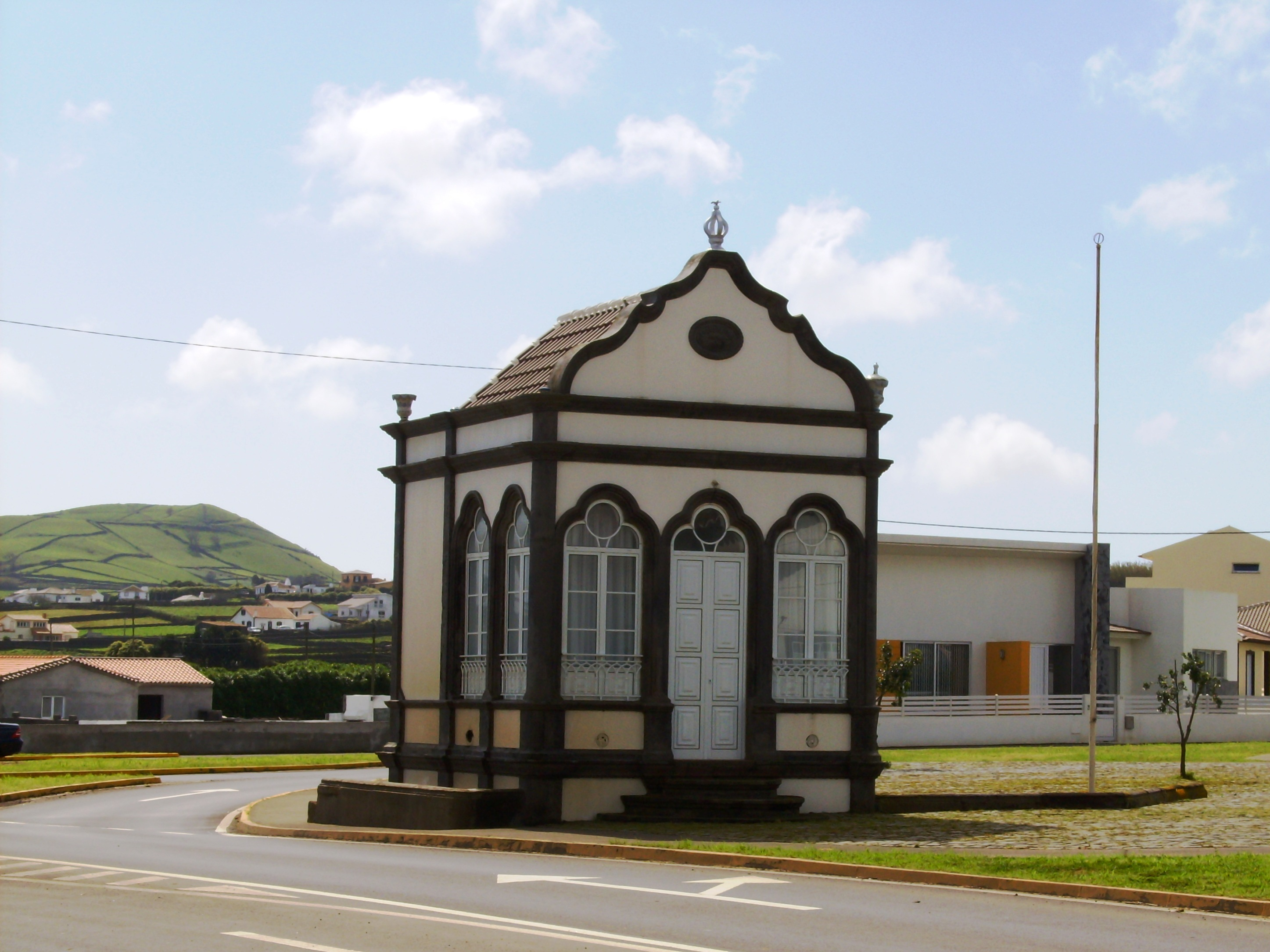
Império da Tronqueira, Cabo da Praia, Terceira.

O Império do Espírito Santo das Tronqueiras localiza-se na freguesia do Cabo da Praia, concelho da Praia da Vitória, na ilha Terceira, nos Açores.
É um Império do Espírito Santo e foi fundado no ano de 1930.